# پوینت ورت، نیوبرانزویک
پوینت ورت، نیوبرانزویک (به انگلیسی: Pointe-Verte, New Brunswick) یک منطقهٔ مسکونی در کانادا است که در نیوبرانزویک واقع شده‌است. پوینت ورت ۱۳٫۷۹ کیلومتر مربع مساحت و ۸۸۶ نفر جمعیت دارد و ۱۱ متر بالاتر از سطح دریا واقع شده‌است.